# Bedřich Frey mladší
Bedřich Frey mladší, také Friedrich Frey (celým jménem německy Friedrich Matthias Candidus Frey; 8. července 1835 Vysočany – 2. března 1901 tamtéž) byl český chemik, cukrovarník, statkář a podnikatel, významný občan a někdejší starosta Vysočan (později součást Prahy). Byl také spoluobjevitelem metody pojmenované jako Frey-Jelínkova saturace. Později převzal řízení rodinného parního cukrovaru, prvního průmyslového podniku ve Vysočanech, a byl průkopníkem oboru cukrovarnictví v zemích Koruny české.

## Život

### Mládí
Jeho otcem byl vyučený lékárník, pozdější chemik a průmyslník, Bedřich Frey starší. Vlastnil a provozoval lékárnu na Staroměstském náměstí. Rodina má své kořeny v Rakousku, přestože měla německý původ, sympatizovala s obrozeneckým hnutím a mluvilo se v ní česky.
Od počátku 60. let 19. století se Frey mladší zabýval cukrovarnickými technologickými postupy, především ve vysočanském cukrovaru. V rámci spolupráce s plzeňským průmyslníkem Hugo Jelínkem, vyvinuli roku 1863 tzv. Frey-Jelínkovu saturaci, která napomohla kvalitnější a rychlejší výrobě řepného cukru. Technologie se rychle rozšířila do řady dalších cukrovarů, kterých v té době v Čechách a na Moravě houfně přibývalo.

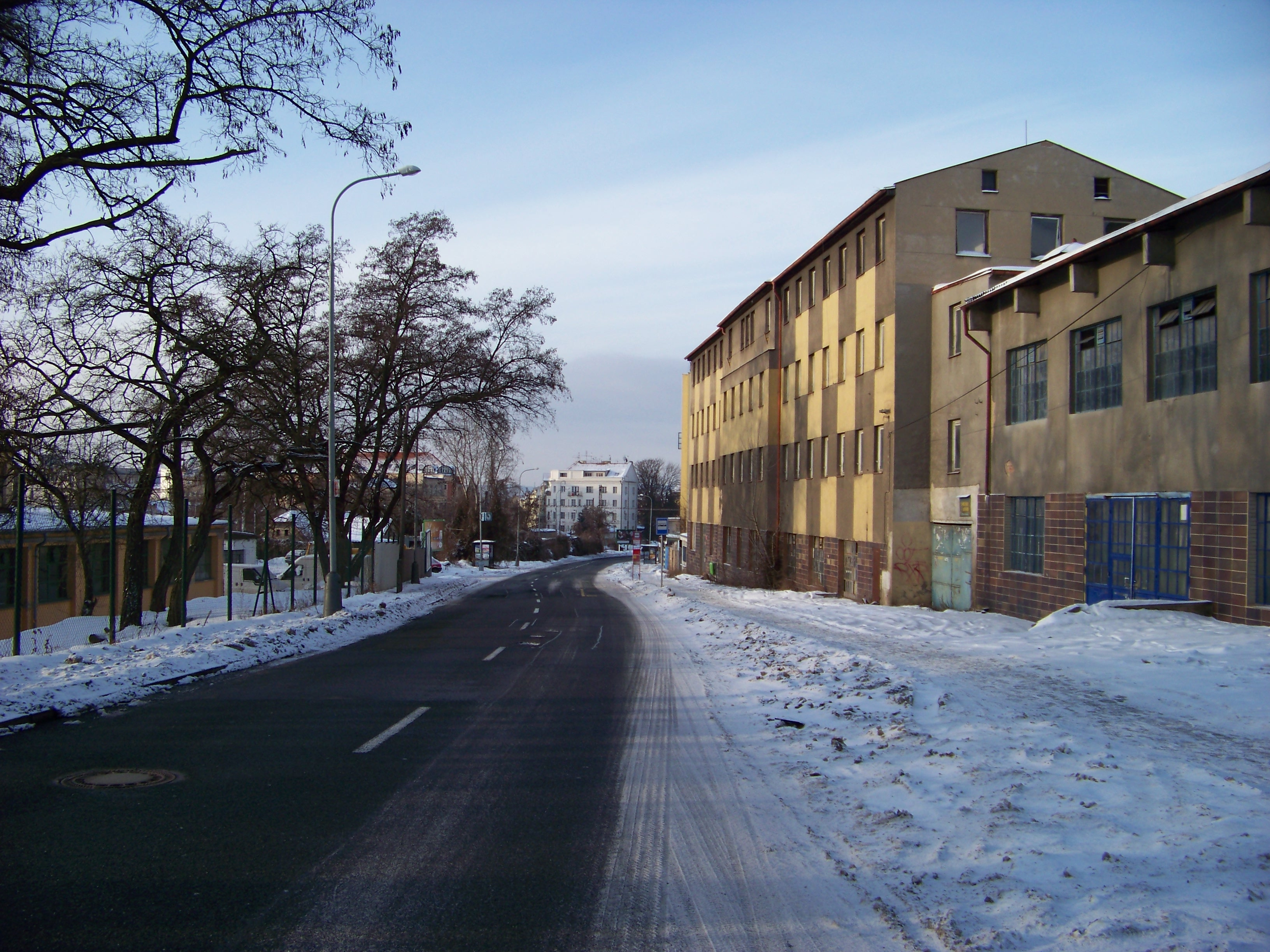
Někdejší areál vysočanského cukrovaru, ulice Ke Klíčovu

### Po smrti otce
Roku 1879 zemřel Bedřich Frey starší. Syn Bedřich nadále rozvíjel rodinnou firmu. Po dobu více než 20 let zastával pozici starosty Vysočan, ve stejné funkci sloužil též jeho otec. 21. května 1881 nechal zprovoznit přes kilometr dlouhou telefonní linku mezi svým bytem a cukrovarem a stal se tak prvním majitelem telefonu v Praze a okolí, a druhým takovým v Čechách.
Se svou ženou Rosou neměl žádné děti a tak se roku 1886 rozhodli si osvojit osmiletého sirotka Bedřicha Eduarda Strohmeyera, který přijal jméno na Bedřich Eduard Frey-Strohmeyer. Posléze uzavřel sňatek s Jindřiškou (Henriettou) Kittlovou, sestrou Emmy Destinnové. Do vysočanského domu Freyových Destinnová několikrát zavítala a také zde přítomným zpívala s klavírním doprovodem.

### Von Freyenfels
Bedřich Frey mladší celý život velmi toužil získat pro svou rodinu šlechtický titul, a to i nekalými prostředky. Roku 1888 vydobyl pro rodinu Freyovu údajné znovunavrácení dědičného titulu rytíř Frey von Freyenfels. Následně bylo zjištěno, že v důkazních matrikách jsou zfalšované údaje, Freyové nicméně směli počínaje synem Bedřichem Eduardem šlechtický titul užívat na základě zvláštní milosti císaře Františka Josefa I., při které byl zhodnocen též Freyův hospodářský přínos Rakousko-uherské monarchii.
Roku 1896 otevřel Bedřich Frey ml. při cukrovaru také parní mlékárnu patřícím k největším v okolí.

### Úmrtí
Bedřich Frey mladší zemřel ve Vysočanech 2. března 1901 ve věku 65 let a byl pohřben v rodinné hrobce na Proseckém hřbitově. Vysočany se ve druhé polovině 19. století zejména díky Freyům staly jednou z hlavních pražských průmyslových čtvrtí. Založené podniky pokračovaly pod vedením Freyů v činnosti až do převzetí moci ve státě komunistickou stranou v Československu v únoru 1948, kdy byly podniky znárodněny a Bedřich Eduard Frey-Strohmeyer emigroval do Rakouska.
Na počest podnikatelské rodiny je ve Vysočanech pojmenována široká městská třída, Freyova.